# Kοryfi Lazarοs - Madara Diktis
Kοryfi Lazarοs - Madara Diktis este o arie protejată (arie de protecție specială avifaunistică — SPA) din Grecia întinsă pe o suprafață de 13.104,08 ha, integral pe uscat.

## Localizare
Centrul sitului Kοryfi Lazarοs - Madara Diktis este situat la coordonatele 35°06′09″N 25°29′08″E / 35.102637°N 25.485571°E.

## Înființare
Situl Kοryfi Lazarοs - Madara Diktis a fost declarat arie de protecție specială avifaunistică în februarie 1997 pentru a proteja 50 de specii de animale.

## Biodiversitate
Situată în ecoregiunea mediteraneană, aria protejată nu include niciun habitat protejat.
La baza desemnării sitului se află mai multe specii protejate de  păsări (50): uliu cu picioare scurte (Accipiter brevipes), fluierar de munte (Actitis hypoleucos), ciocârlie-de-câmp (Alauda arvensis), rață sulițar (Anas acuta), rață pitică (Anas crecca), rață mare (Anas platyrhynchos), fâsă-de-câmp (Anthus campestris), lăstunul mare (Apus apus), stârc cenușiu (Ardea cinerea), pasărea ogorului (Burhinus oedicnemus), șorecarul comun (Buteo buteo), ciocârlie-cu-degete-scurte (Calandrella brachydactyla), fugaci mic (Calidris minuta), bătăuș (Calidris pugnax), caprimulg (Caprimulgus europaeus), șerpar (Circaetus gallicus), erete vânăt (Circus cyaneus), erete alb (Circus macrourus), lăstun de casă (Delichon urbicum), Emberiza caesia, presură de grădină (Emberiza hortulana), Falco eleonorae, șoim călător (Falco peregrinus), vânturel de seară (Falco vespertinus), muscar-gulerat (Ficedula albicollis), muscar (Ficedula parva), Ficedula semitorquata, becațină comună (Gallinago gallinago), piciorong (Himantopus himantopus), Hippolais olivetorum, rândunică (Hirundo rustica), sfrâncioc roșiatic (Lanius collurio), sfrânciocul cu frunte neagră (Lanius minor), ciocârlie de pădure (Lullula arborea), rață fluierătoare (Mareca penelope), prigoare (Merops apiaster), codobatura galbenă (Motacilla flava), stârc de noapte (Nycticorax nycticorax), vrabie negricioasă (Passer hispaniolensis), viespar (Pernis apivorus), lăstun de mal (Riparia riparia), turturică (Streptopelia turtur), silvie porumbacă (Sylvia nisoria), Sylvia ruppeli, Tachymarptis melba, fluierar negru (Tringa erythropus), fluierar de mlaștină (Tringa glareola), fluierar cu picioare verzi (Tringa nebularia), fluierarul de zăvoi (Tringa ochropus), fluierar de lac (Tringa stagnatilis).
Pe lângă speciile protejate, pe teritoriul sitului au mai fost identificate 33 de specii de plante, 4 specii de păsări.